# Королевская невеста
«Королевская невеста» (в первом переводе на русский язык «Царская невеста»; нем. Die Königsbraut) — сказочная новелла немецкого писателя Эрнста Теодора Амадея Гофмана, впервые опубликованная в 1821 году в составе сборника «Серапионовы братья».

## Восприятие
Литературоведы видят в «Королевской невесте» влияние популярной в конце XVIII века книги «Габалис», причём характерные для этого произведения мотивы у Гофмана подвергаются пародированию.
Новелла стала литературной основой для ряда музыкальных произведений: оперетты Жака Оффенбаха «Король-морковь», оперы Роберта Фукса «Королевская невеста», музыкальной сказки Вильгельма Маттисена с тем же названием.